# Panagiotis Pikrammenos

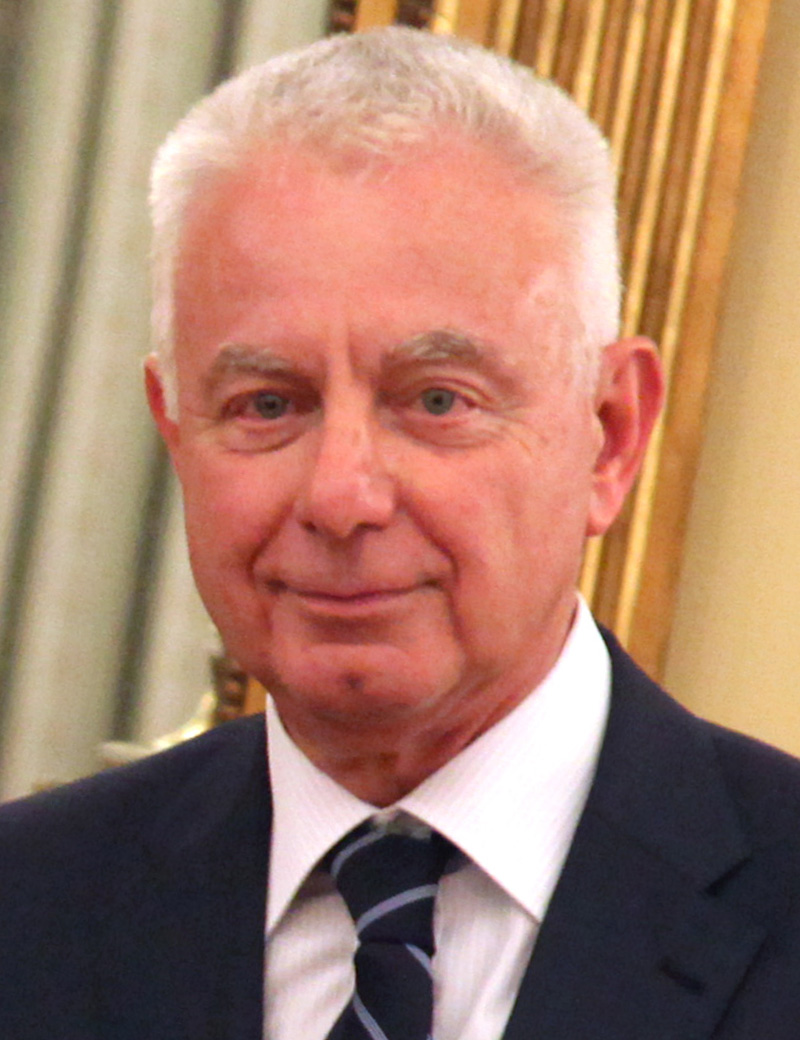
Panagiotis Pikrammenos (2012)

Panagiotis Pikrammenos (griechisch Παναγιώτης Πικραμμένος Panagiótis Pikraménos; * 26. Juli 1945 in Athen) ist ein griechischer Jurist und Politiker. Vom 16. Mai 2012 bis zum 20. Juni 2012 stand er als griechischer Premierminister einer Übergangsregierung vor, deren wesentliche Aufgabe die Durchführung der Parlamentsneuwahlen am 17. Juni 2012 war, aus der Andonis Samaras als neuer Ministerpräsident hervorging.
Im Juli 2019 wurde Pikrammenos unter dem neugewählten Premierminister Kyriakos Mitsotakis, als dessen Stellvertreter, in das neugebildete Kabinett Mitsotakis aufgenommen.

## Leben
Pikrammenos hat die Deutsche Schule in Athen besucht. Danach studierte er Rechtswissenschaft an der Universität Athen, war in Athen und London als Rechtsanwalt tätig und absolvierte ein Aufbaustudium im Öffentlichen Recht an der Universität Paris II. Er gilt als Experte im Seefahrtsrecht.
Seine richterliche Laufbahn begann im Juni 1976 als Referent beim Staatsrat, dem obersten Verwaltungsgericht. 1978 wurde er zum Richter am Staatsrat ernannt. In den Jahren 1992 bis 1993 arbeitete er in der Kanzlei des Premierministers als Berater für öffentliches Recht.
1998/99 absolvierte er im Rahmen einer Fortbildung Lehrveranstaltungen im Europarecht an der Universität Paris II.
Im Jahre 2007 wurde er zum Vizepräsidenten und 2009 zum Präsidenten des Staatsrats ernannt.
Nebenamtlich war er 2005 bis 2010 Generaldirektor der Nationalen Richterakademie. Er arbeitete in mehreren am Gesetzgebungsverfahren beteiligten Ausschüssen mit.

## Ministerpräsident einer Übergangsregierung
Am 16. Mai 2012 wurde Pikrammenos als Premierminister vereidigt, nachdem alle Versuche der Parteiführer und des Staatspräsidenten Papoulias gescheitert waren, nach der Wahl vom 6. Mai 2012 eine mehrheitsfähige Regierung zu bilden. Da sich die Parteien auch nicht auf einen „politischen“ Premierminister für eine Übergangsregierung bis zu Neuwahlen einigen konnten, hatte der Staatspräsident nach Artikel 37 Abs. 3 der griechischen Verfassung einen der obersten Richter des Landes mit der Bildung einer Übergangsregierung zur Durchführung von Neuwahlen zu beauftragen. Nach der Parlamentswahl am 17. Juni 2012 gelang eine Regierungsbildung aus Nea Dimokratia, PASOK und der Demokratischen Linken mit Andonis Samaras als neuen Ministerpräsidenten.
Nur wenige Tage nach seiner Ablösung als Ministerpräsident trat Pikrammenos am 30. Juni 2012 als Richter in den Ruhestand.

## Trivia
Auf sein Gehalt als Ministerpräsident hat Pikrammenos verzichtet.